# モザイクロール
「モザイクロール」は、日本のボカロP、DECO*27の楽曲及び、株式会社インターネット監修のakka、DECO*27の漫画である。

## 概要
モザイクロールはDECO*27の19作目であり、GUMI使用楽曲としては2作目である。
DECO*27は前作、『弱虫モンブラン』でGUMIを初めて使用して以来、この声が自らの曲風に合うのではないかと考え、『モザイクロール』を作曲した。pvは、前作『弱虫モンブラン』を手掛けたakka氏と絵師、mirto氏を含めた甘党トリオを結成。そして、ニコニコ動画に投稿し、僅か32時間40分という驚異的な速さでVOCALOID殿堂入り(10万回再生)を果たし、又、25日21時間16分でミリオンを達成する。その速さは当時はVOCALOIDを使用した楽曲の中では2位相当の速さだった(現在は8位)。又、柴咲コウの楽曲、ゲノミクロニクルは、モザイクロールをカバーした楽曲である。そして、ニコニコ動画におけるマイリストの総数10万回を超えたのもこの曲が初めてである。
2018年12月25日 10時29分にはDECO*27氏にとっても、GUMIオリジナル楽曲としても初の1000万回再生を突破した。
2021年10月8日にReloaded版が公開され、この曲も殿堂入りを果たしている。

## カバー
- ぐるたみん-アルバム『EXIT TUNES PRESENTS ぐ ～そんなふいんきで歌ってみた～』(2011年12月28日)に収録[10]。
- ヲタみん-アルバム『ボーカロイド ラボラトリー』(2011年7月27日)に収録[11]。
- そらる-アルバム『そらあい』( 2012年6月06日)に収録[12]。

- あらき-アルバム『歌ってみた[2013-2014]』( 2021年2月19日)に収録[13]。

## 小説
小説のモザイクロールは、女子高生のめぐみを主人公とした青春活劇である。

### あらすじ
アイドル発掘サイト「MOZAIK」（モザイク）が生み出したネット上の仮想空間に閉じ込められた女子高生めぐみ。そこから出るために様々なユーザーが作った数多の物語をハッピーエンドにする必要がある為、それらの物語の主人公となり、物語のあるべき結末を目指す。

### 作品情報
- シリーズ:モザイクロール―high&melancholy―
- 著者:レイ・ブラウニー
- イラスト:akka
- 監修:株式会社インターネット
- 原曲:DECO*27
- 出版社KADOKAWA
- ページ概数:314
- 初版発行日:2015年3月14日
- ジャンル:ライトノベル(新文芸)

## 漫画
漫画のモザイクロールは中城愛望を主人公とするスリラー。上、下の二部作品。全24話。

### あらすじ
突如として愛望の前に現れたのは愛望と瓜二つの転校生。その転校生は失踪した元カレの行方を仄めかしており、愛望は彼女の不可解な言動によって日常が脅かされていく。

### 作品情報
- シリーズ:モザイクロール
- 著者:akka
- 監修:株式会社インターネット
- 原曲:DECO*27
- 出版社:KADOKAWA
- 初版発行日:2014年2月27日